# 斯泰拉内洛
斯泰拉内洛（義大利語：Stellanello），是意大利萨沃纳省的一个市镇。总面积17.55平方公里，人口876人，人口密度49.9人/平方公里（2009年）。ISTAT代码为009059。